# Scilla begoniifolia
Scilla begoniifolia är en sparrisväxtart som beskrevs av Auguste Jean Baptiste Chevalier. Scilla begoniifolia ingår i släktet blåstjärnesläktet, och familjen sparrisväxter. Inga underarter finns listade i Catalogue of Life.